# کاظم حمد
کاظم حمد (کرخه)، روستایی در عبدالخان خسرج از توابع شهرستان کرخه  در استان خوزستان ایران است.

## جمعیت
این روستا در دهستان سیدعباس قرار دارد و براساس سرشماری مرکز آمار ایران در سال ۱۳۸۵، جمعیت آن ۷۱۶ نفر (۱۱۱خانوار) بوده‌است.